# François de Pélichy

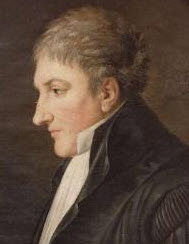

François Joseph Marie Thérèse baron de Pélichy, heer van Turkswart, (Brugge, 22 juni 1772 – 's-Gravenhage, 24 november 1844), verkreeg bevestiging van adelstand, met de titel van baron en lidmaatschap van de Ridderschap in West-Vlaanderen, op 14 april 1816.

## Levensloop
Hij was de zoon van baron Theodore de Pelichy (1741-1811), heer van Turkswart en van Marie-Elisabeth de Stappens (1749-1829), dochter van de Brugse schout Valentin de Stappens (1713-1777).
Aan de Universiteit van Leuven behaalde hij in 1791 zijn diploma van doctor in de rechten. Hij trouwde in 1802 met gravin Catherine-Caroline de Lichtervelde (Gent, 1778 - Den Haag, 1868) en zij hadden 3 kinderen. Hij werd vaak vermeld als De Pelichy de Lichtervelde. 
Hij werkte als advocaat in Brugge (1791-1816), was keizerlijk procureur bij de rechtbank in Brugge (1812-1814) en vervolgens in Utrecht en Amsterdam.
Jean de Pelichy (1774-1859), Belgisch senator en burgemeester van Brugge, was zijn broer.

## Minister
Zijn carrière zette hij verder in het Verenigd Koninkrijk der Nederlanden en na 1830 in het koninkrijk der Nederlanden, als directeur-generaal op het departement van Rooms-Katholieke Eredienst (1815 tot en met 1843). Van 18 oktober 1843 tot 24 november 1844 was hij Minister aan het hoofd van hetzelfde departement.
Hij werd tot Minister van Staat benoemd op 31 maart 1842 en werd onderscheiden als Commandeur in de Orde van de Nederlandse Leeuw.